# لیسا اینگیلدیوا
لیسا اینگیلدیوا (به انگلیسی: Lisa Ingildeeva) ژیمناست زادهٔ ۴ دسامبر ۱۹۸۸ میلادی اهل کشور آلمان است.